# Аурат бария
Аурат бария — неорганическое соединение, 
комплексный окисел металлов бария и золота с формулой Ba[AuO2]2,
слабо растворяется в воде,
образует кристаллогидрат — зелёные кристаллы.

## Получение
- Обработка хлорида золота или тетрахлороаурата водорода гидроксидом бария:

{\displaystyle {\mathsf {Au_{2}Cl_{6}+4Ba(OH)_{2}\ \rightarrow \ Ba[AuO_{2}]_{2}+3BaCl_{2}+4H_{2}O}}}
{\displaystyle {\mathsf {2H[AuCl_{4}]+5Ba(OH)_{2}\ \rightarrow \ Ba[AuO_{2}]_{2}+4BaCl_{2}+6H_{2}O}}}
- Растворение золота в перекиси бария

{\displaystyle {\mathsf {2Au+3BaO_{2}\ \xrightarrow {T} \ Ba[AuO_{2}]_{2}+2BaO}}}

## Физические свойства
Аурат бария образует кристаллогидрат Ba[AuO2]2•5H2O — зелёные кристаллы.
Слабо растворяется в воде.